# Sarcoglottis gonzalezii
Sarcoglottis gonzalezii là một loài thực vật có hoa trong họ Lan. Loài này được L.C.Menezes miêu tả khoa học đầu tiên năm 1998.